# WAG-12型電力機車
WAG-12型电力机车是印度鐵路公司將會採用的电力机车车型之一，由法国阿尔斯通公司和印度鐵路公司合營馬德普拉機車車輛廠联合研制，是在阿尔斯通第二代“Prima”机车技术平台上开发研制的干线货运用八轴大功率交流传动电力机车，最大功率为9,000千瓦，最高运行速度为120公里/小时。

## 发展历史

### 引進
早於2006年，印度鐵路公司已在其制訂的鐵路發展計劃當中，決定研製新款貨運電力機車，唯項目在一個月後旋即擱置。及後，有關方面在2008年決定以招標方式引進外國公司技術，並在印度馬德普拉設廠（印鐵佔26%，其餘由中標者持有）生產660輛新款貨運電力機車（即本型機車），開展是次採購過程。2013年，為配合東部貨運鐵路走廊的建設，此等機車的採購數目由660輛增至800輛，而招標條款亦作出相應調整。
是次採購有六所財團入標，除阿爾斯通外，西門子交通集團、龐巴迪運輸、通用電氣、中國北車及中國南車（後兩者2015年合併為中國中車）亦有提交方案。最後，此等合約由阿爾斯通中標，並於2015年11月下訂，價值2100億印度盧比（或30億美元）。

### 研製
按照上述合約，首5輛機車車體及轉向架散件將在法國貝爾福工廠生產，並於印度進行總裝，其餘795輛均在印度生產。首輛機車車體於2017年9月27日運抵印度霍爾迪亞港，並隨即送往馬德普拉機車車輛廠進行總裝，於同年10月11日送達。及後，首輛機車於2018年2月27日完工調試，並於同年4月10日由印度總理莫迪主持下線儀式（而機車原訂於2月28日下線）。此等機車定名為WAG-12型，當中「W」代表闊軌、「A」代表受流電力格式為25千伏50赫茲交流電、「G」代表貨運專用；而阿爾斯通內部型號則為Prima 2 8T，當中「2」代表第二代Prima系列機車、「8T」代表八軸機車。

### 運用
此等機車預計將於2020年（第六輛）起投入批量生產，並將產能由每年35台逐步提升至100台，到2028年悉數交付首張訂單規定的800輛機車。機車將主要擔當東部貨運鐵路走廊上貨運列車的交路，負責牽引6000噸貨運列車。

## 技术特点

### 总体结构
WAG-12型电力机车是雙節重聯的八轴大功率干线货运用电力机车，车体采用框架式整体承载全钢箱型壳体焊接结构，车体侧墙采用平滑钢板，并设有维修门。车体两端各设有一个司机室，司机可在任何一端司机室对机车进行控制。司机室采用框架式焊接钢结构，前窗按印度鐵路標準另加鐵欄。车内设备采用模块化结构、两侧屏柜化布置，并设中间贯通走廊；车上并设有电水壶、冰箱、微波炉、卫生间等生活设施。每節机车近重聯處车顶设有两台单臂式受电弓，其他车顶外置设备包括真空断路器、接地开关、避雷器、高压连接器等高压设备。机车采用独立通风方式，从侧墙过滤窗和车顶百叶窗吸入冷风，向发热部件冷却后从车底排出，并维持机械间呈微正压，改善机车防尘效果及防寒性能。机车轴式为Bo-Bo+Bo-Bo，持续功率为9000千瓦；机车轴重为22.5吨。空气制动系统采用克諾爾公司的微机控制电空制动机，具有空电联合制动、阶段缓解、断钩保护、备用制动等功能。另外，此等機車的運作溫度介乎於-50 °C 至50 °C ，具一定抗寒抗熱能力。

### 电气系统
WAG-12型电力机车是交—直—交流电传动的单相工频交流电力机车，每節机车主电路由主变压器、牵引变流器、牵引电动机三大部分构成。每節机车设有4套完全相同的牵引变流单元，分别安装在2个牵引变流柜内。接触网导线上的25千伏单相工频交流电电流，经受电弓、主断路器进入机车后再输入主变压器，交流电经过主变压器的4个牵引绕组降压后向牵引变流单元供电；单相交流电经过4组四象限脉冲整流器整流为直流电，然后向中间直流回路供电，再由4组牵引逆变器转换成三相交流电输出，每组逆变器向一台异步牵引电动机供电，实现机车的轴控驱动，使牵引电动机产生转矩，将电能转变为机械能，经过齿轮的传递驱动轮对。
主变压器由ABB公司於印度巴羅達工廠制造，为芯式结构、多分裂绕组的单相变压器，以卧式悬挂方式吊装于车底中部。主变流器是基于阿尔斯通公司“Prima”机车技术平台的“ONIX”变流系统，每组主变流器由一个四象限脉冲整流器、一个中间直流环节、一个PWM逆变器组成，功率控制模块采用水冷IGBT变流模块。牵引电动机采用由阿爾斯通製的6-FRA-4576D型開放式內扇形三相誘導牵引电动机，额定功率为1225千瓦，额定电压为3775伏，冷却方式为强迫通风，采用磁场定向直接转矩控制。

### 控制系统
HXD2B型电力机车采用了阿尔斯通公司开发的“Agate”微机网络控制系统，该系统是基于WorldFIP网络通信总线，网络架构分为FIP车辆网络（FIPV）和FIP列车网络（FIPT）两级，其中FIPV负责每节机车内部各设备的信息交换，而FIPT用于两台重联机车之间的通信；控制系统具有全面的机车控制、监测、传输、故障诊断、显示和存储功能。

### 转向架
每節机车走行部为两台完全相同的兩轴转向架，转向架构架采用钢板焊成箱形结构的“日”字型构架，轮对轴箱采用拉杆定位。